# Bistum Charkiw-Saporischschja
Das Bistum Charkiw-Saporischschja (lateinisch Dioecesis Kharkiviensis-Zaporizhiensis, ukrainisch Харківсько-Запорізька дієцезія) ist ein römisch-katholisches Bistum im Osten der Ukraine. Der Kirchensprengel umfasst heute die Oblaste Sumy, Charkiw, Luhansk, Donezk, Saporischschja, Poltawa und den östlichen Teil der Oblast Dnipropetrowsk.

## Geschichte
- 1886: Gründung einer Apostolischen Administratur in Charkiw.
- 1926: Der Administrator Wincenty Ilgin wird von den sowjetischen Behörden gefangen genommen und 1933 schließlich ausgewiesen.
- 2002: Neugründung der Diözese durch Abtrennung von den Diözesen Schytomyr-Kiew und Kamjanez-Podilskyj.

## Gliederung
Das Bistum ist in sieben Dekanate gegliedert:
- Dekanat Charkiw mit Pfarreien in Charkiw-Innenstadt, Charkiw-Nowa Bawarija, Charkiw-Oleksijiwka, Charkiw-Rohan, Charkiw-Saltiwka, Merefa und Tschuhujiw
- Dekanat Saporischschja mit Pfarreien in Berdjansk, Bohatyriwka, Ljuzerna, Melitopol, Nowhorodkiwka, Saporischschja, Saporischschja-Baburka und Tokmak
- Dekanat Dnipro mit Pfarreien in Dnipro, Kamjanske, Krywyj Rih, Nikopol, Nastassiwka, Pawlohrad, Samar und Myrowe-Topyla
- Dekanat Donezk mit Pfarreien in Bachmut, Horliwka, Jenakijewe, Kramatorsk, Makijiwka, Mariupol, Pokrowsk und Slowjansk
- Dekanat Luhansk
- Dekanat Poltawa mit Pfarreien in Horischni Plawni, Krementschuk, Hlobyne, Switlowodsk, Lubny, Myrhorod und Poltawa
- Dekanat Sumy mit Pfarreien in Konotop, Romny, Schostka und Sumy

## Bischöfe
- Stanisław Padewski OFMCap, 4. Mai 2002 – 19. März 2009
- Marian Buczek, 19. März 2009 – 12. April 2014
- Stanislaw Schyrokoradjuk OFM, 12. April 2014 – 2. Februar 2019, seither Bischof von Odessa-Simferopol
- Pawlo Honczaruk, seit 6. Januar 2020